# Euonymus tenuiserratus
Euonymus tenuiserratus är en benvedsväxtart som beskrevs av Ching Yung Cheng och J.S. Ma. Euonymus tenuiserratus ingår i släktet Euonymus och familjen Celastraceae. Inga underarter finns listade.